# Retard sur gel
Pour les articles homonymes, voir EMSA.
Le retard sur gel (EMSA ou electrophoretic mobility shift assay) est une technique de biologie moléculaire permettant de détecter une interaction entre une protéine et de l'ADN ou de l'ARN (du moins, une sonde oligonucléotidique).

## Méthode
L'EMSA débute par une incubation d'une sonde radiomarquée avec une protéine recombinante ou même des extraits de protéines nucléaires, par exemple. On fait migrer par électrophorèse le fragment nucléotidique étudié sur une piste, et sur une autre le fragment mis en contact avec la protéine susceptible de se fixer dessus (si elle est connue). Si la protéine se fixe effectivement sur le fragment, la migration de ce dernier sera plus lente (retard), et la bande correspondante aura migré moins loin sur le gel (elle est dite retardée). Sinon, les deux bandes seront au même niveau sur les deux pistes.
Confirmation des résultats par un supershift : avec ajout d'un anticorps dirigé contre le facteur de transcription étudié, le complexe moléculaire est beaucoup plus lourd et le retard se confirme sur les gels d'électrophorèse finaux. Le supershift permet de valider le premier résultat et ainsi de confirmer la spécificité d'un facteur de transcription pour une sonde donnée.